# Parafia św. Mateusza Apostoła w Boguchwałowie
Parafia pw. św. Mateusza w Boguchwałowie – parafia rzymskokatolicka znajdująca się w Boguchwałowie. Należy do dekanatu Kietrz diecezji opolskiej.
Parafię obsługuje proboszcz parafii św. Jodoka w Suchej Psinie.
Parafia należała pierwotnie do diecezji ołomunieckiej, znajdując się na terenie tzw. dystryktu kietrzańskiego, który do diecezji opolskiej został włączony w 1972.